# Ineffabilis Deus

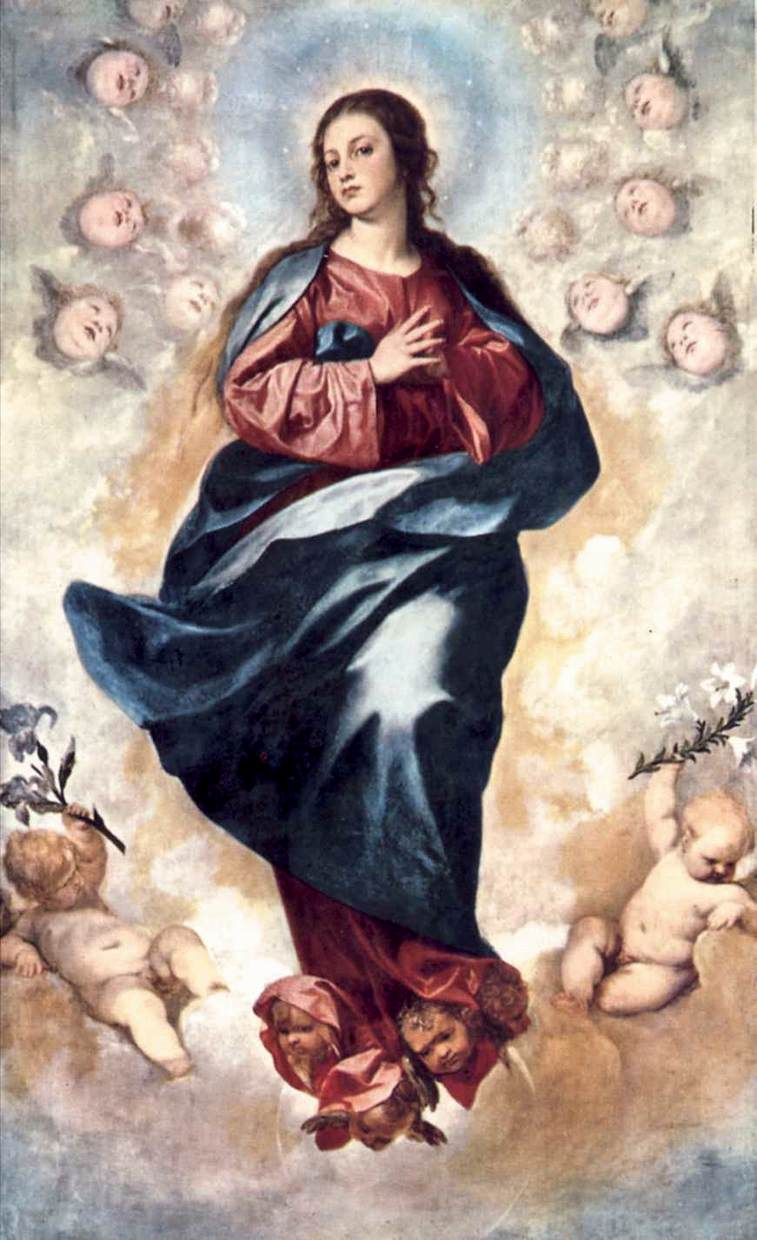
Inmaculada Concepción. 1648, de Alonso Cano.

Ineffabilis Deus (en latín, ‘Inefable Dios’) es el nombre de la carta apostólica del papa Pío IX en la que declara el dogma de la Inmaculada Concepción de la Santísima Virgen María. Fue promulgada el 8 de diciembre de 1854, fecha de la fiesta anual de la Inmaculada. La Inmaculada Concepción de María es una de las dos únicas declaraciones ex cátedra; por lo tanto, para la Iglesia católica, se trata de una declaración infalible pues queda incluida en el magisterio extraordinario de la Iglesia —la otra declaración ex cátedra está contenida en la constitución apostólica Munificentissimus Deus (1 de noviembre de 1950), en la que el papa Pío XII  declaró el dogma de la Asunción de María en cuerpo y alma al cielo—.

## Contenido de la carta apostólica
La lectura de los títulos de los diecinueve epígrafes, bajo los que se distribuye el contenido de la carta, permite seguir el discurso del papa y el razonamiento en el que fundamenta la conveniencia de la declaración de la Inmaculada Concepción. 
1. María en los planes de Dios
2. Sentir de la iglesia respecto a la concepción inmaculada
3. Favor prestado a los papas al culto de la Inmaculada
4. Débese a los papas la determinación exacta del culto a la Inmaculada
5. Los papas prohibieron la doctrina contraria
6. Sentir unánime de los doctos obispos y religiosos
7. El concilio de Trento y la tradición
8. Sentir de los  Santos Padres y de los escritores eclesiásticos
9. El protoevangelio
10. Figuras bíblicas de María
11. Los Profetas
12. El Ave María y el Magníficat
13. Paralelo entre María y Eva
14. Expresiones de alabanza
15. ¡Inmaculada!
16. Universal consentimiento y peticiones de la definición dogmática
17. Labor preparatoria
18. Definición
19. Sentimientos de esperanza y exhortación final

## Antecedentes
En la primera parte de la carta apostólica se exponen los antecedentes que muestra la fe del pueblo cristiano en la concepción inmaculada de María (epígrafes 2 y 6); la atención y el favor que los papas han prestado al culto a la Inmaculada Concepción, hasta llegar a prohibir la defensa de la doctrina que niega esa verdad (nn. 3-5); el cuidado que el Concilio de Trento (1545-1563) puso al  promulgar el decreto dogmático sobre el pecado original, añadiendo la siguiente aclaración:

Declara este Santo Concilio que no es intención suya comprender en este decreto, en el que se trata del pecado original, a la Bienaventurada Virgen María, Madre de Dios, si que han de observarse las constituciones de Sixto IV, de feliz memoria DS-1516.

En 1848 el papa Pío IX formó una congregación de cardenales y convocó una comisión de 19 teólogos para que cada uno diera su parecer sobre la posibilidad de que la Inmaculada Concepción de María fuese definida como dogma. Siguiendo la propuesta de esta comisión, el papa pidió a todos los obispos del mundo, mediante la encíclica Ubi primum (2 de febrero de 1849), su opinión sobre la oportunidad de esta definición dogmática. Respondieron a la consulta 603 obispos: 546 dieron su parecer favorable; del resto, la mayoría, aunque aceptaban el privilegio mariano, no consideraban oportuna su definición, para evitar la susceptibilidad de los protestantes; muy pocos se mostraron contrarios.

## Definición dogmática
Bajo el epígrafe definición puede leerse:

[...] Para honra de la Santísima Trinidad, para la alegría de la Iglesia católica, con la autoridad de nuestro Señor Jesucristo, con la de los Santos Apóstoles Pedro y Pablo y con la nuestra: Definimos, afirmamos y pronunciamos que la doctrina que sostiene que la Santísima Virgen María fue preservada inmune de toda mancha de culpa original desde el primer instante de su concepción, por singular privilegio y gracia de Dios Omnipotente, en atención a los méritos de Cristo-Jesús, Salvador del género humano, ha sido revelada por Dios y por tanto debe ser firme y constantemente creída por todos los fieles. Por lo cual, si alguno tuviere la temeridad, lo cual Dios no permita, de dudar en su corazón lo que por Nos ha sido definido, sepa y entienda que su propio juicio lo condena, que su fe ha naufragado y que ha caído de la unidad de la Iglesia y que si además osaren manifestar de palabra o por escrito o de otra cualquiera manera externa lo que sintieren en su corazón, por lo mismo quedan sujetos a las penas establecidas por el derecho.

Esta definición determina con precisión el alcance de este privilegio mariano:
- María fue libre del pecado original por los méritos de Cristo.
- Este mérito fue aplicado por Dios en María en el mismo instante de su concepción, no fue, por tanto santificada en el seno materno, como pudo suceder a San Juan Bautista cuando en el seno de su madre ante la visita de la Virgen.
- Se trata de un privilegio, es decir de un don absolutamente singular.

## ¿Bula, carta apostólica o constitución apostólica?
Cualesquiera de estas referencias puede considerarse válida. Por tratarse de un decreto papal del máximo nivel, la Ineffabilis Deus debe considerarse una constitución apostólica —las constituciones apostólicas se publican como bulas y así se hizo con la Ineffabilis Deus— y atendiendo al encabezamiento de su edición impresa, Litterae Apostolica (‘carta apostólica’), también una carta apostólica.
Por su propósito, las constituciones apostólicas se denominan constituciones dogmáticas o constituciones pastorales; Ineffabilis Deus es, por tanto, una constitución dogmática.